# Galium membranaceum
Galium membranaceum är en måreväxtart som beskrevs av Friedrich Ehrendorfer. Galium membranaceum ingår i släktet måror, och familjen måreväxter. Inga underarter finns listade i Catalogue of Life.